# قصران
قصران (معرب کوهسران): از نظر تاریخی ناحیه ای بزرگ و کوهستانی است و در شمال جلگهٔ ری قرار دارد و سرزمینی است که محدوده ای از خاور به باختر میان کوه دماوند تا طالقان و از جنوب به شمال میان شهر ری باستان، تهران تا مرز مازندران را دربردارد. خود قصران نیز یکی از شهرستان‌های عمدهٔ ری قدیم بوده‌است. منطقه قصران شامل دو بخش بنام‌های قصران داخل (درونی یا علیا) و قصران خارج (بیرونی یا سفلی) می‌باشد که قصران علیا همان رودبارقصران تاریخی است که شامل شهرهای لواسان، اوشان فشم میگون ، دربندسر،آسارا، شمشک، بخش‌های رودبارقصران، جاجرود و آسارا، شهرستان پردیس، دهستان لواسان کوچک، دهستان لواسان بزرگ، دهستان سیاهرود، شهرستانک، سرک، لورا و دشت لار بوده و مناطق کوهستانی و ییلاقی - تفریحی فراوانی از جمله ، دیزین و پیست اسکی دربندسر را نیز فراگرفته‌است. قصران سفلی یا بیرونی همه محدودهٔ شهر تهران، کن، سلوقان، طرشت، شهر شمیران شامل تجریش، جماران، نیاوران، ولنجک و غیره و نواحی مختلف شهر تهران بجز شهرری را در بر می‌گیرد.
آتشگاه قصران در مرز میان آهار و شهرستانک قرار دارد.
روستای قدیمی و باستانی امامه لواسان کوچک که نامش در منابع باستانی و تاریخی به صورت (انبامه) درج شده که به معنای بامگاه (اندربام، دربام، مکان بلند و مرتفع) در زبان پارسی پهلوی است باستناد کتب مورخین از جمله کتاب تاریخ قصران نوشته دکتر حسین کریمان مرکز قصران و محل سکونت و حکومت حاکمان قصران (کوهسران) بوده که حدود اربعه این ناحیه از شمال به مازندران، از جنوب به ری، از شرق به دماوند و از غرب به طالقان محدود بوده‌است. این روستا از قدیم جزو دهستان لواسان کوچک شمیرانات بود ولی بعداً به بخش رودبارقصران شمیرانات ملحق شد اما هنوز بسیاری از اهالی امامه پسوند لواسانی در نام‌های خانوادگی خود دارند.

## گویش بومی

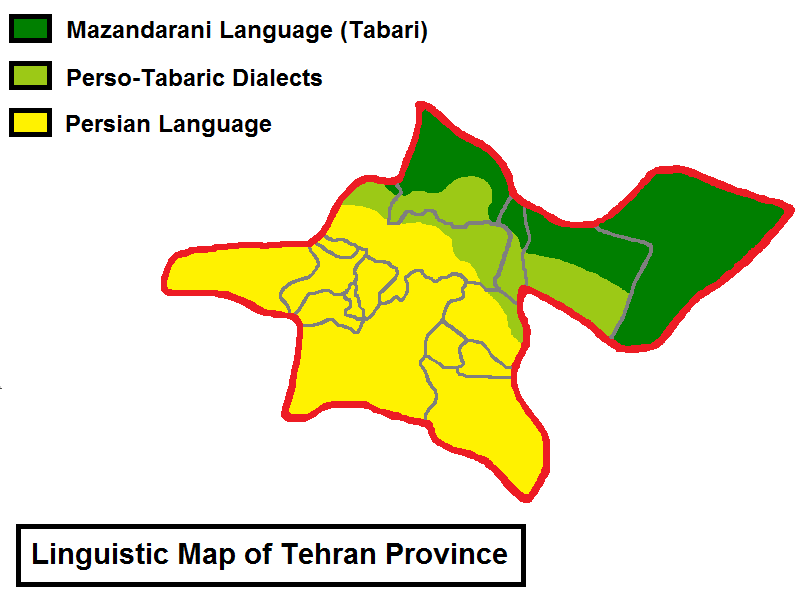
نقشهٔ زبانی استان تهران ،رنگ سبز تیره زبان مازندرانی ، رنگ سبز روشن گویش های فارسی-مازندرانی(تجریشی، لواسانی و دماوندی) ، رنگ زرد زبان فارسی

زبان منطقه قصران به دو بخش باید تقسیم شود . زبان بومیان شمال و شمال شرق منطقه بخش درونی قصران نزدیکی بسیار زیادی به زبان مازندرانی دارد. گویش منطقه جنوبی از اوشان در مرکز تا جاجرود و تجریش در جنوب شمیران  گونه ای از گویش‌های فارسی-مازندرانی است و ویژگی های زبان‌های کاسپین را دارد حسین کریمان در جلد دوم کتاب قصران کوهسران آورده‌است :منطقه قصران باستانی شامل مناطق اوشان، فشم، دربندسر، گاجره و روستاهای کوهپایه‌ای توچلال تا مناطق غربی رودخانه جاجرود. زبان عمومی مردم قصران لهجه‌ای از زبان باستانی پهلوی است که زبان مازندرانی یا طبری، که از ریشهٔ زبانهای دیرین ایرانی است، و عربی و اندکی ترکی، بدان درآمیخته و از زبان دری نیز در قرون اسلامی تأثیر یافته‌است، و هر چه از ری به مازندران نزدیک تر شوند بر میزان لهجهٔ مازندرانی به همان نسبت افزوده می‌شود، چنان‌که در لهجهٔ میگون و شهرستانک و لالان و زایگان و روته و گرمابدر و شمشک و دربندسر زبان مازندرانی غلبه دارد.

## بن و ریشه نام قصران
- - الف: ری و طهران‌شناس معاصر مرحوم دکتر حسین کریمان در کتاب قصران خود، قصر یا قصران را معرب کوه سران و کوه سر به معنی ناحیه کوه می‌داند و چندین دلیل جهت این استدلال بیان می‌نماید:

1. این صورت مناسب‌ترین صورتی است که وضع کوهستانی بودن محل را نشان می‌دهد.
2. در ناحیه ری و طبرستان نام‌های مناسب با وضع اماکنی که مانند کوه سر با پسوند سر ترکیب یافته باشد؛ بسیار است. مانند رودسر، سنگسر، گچسر، دربند سر، بابلسر، رامسر، لوسر، کندسر، لپه سر و…
3. در صدر اسلام پیش از رواج یافتن نام قصران ذکر این محل به‌صورت کوهستان ری بوده.
4. به‌جز قصران ری در بلاد دیگر نیز هر جا که محلی بدین نام داشته آن محل کوهستانی بوده‌است. مانند قصران کوهی است در سرزمین سند. (ذکریای قزوینی)
5. لفظ خارج و داخل در قصران خود دلیل آن است قصران داخل در داخل کوهستان و قصران خارج در خارج کوهستان است و اگر چنین نباشد داخل و خارج مفهومی ندارد.

- - ب) برخی دیگر از زبانشناسان قصران را متشکل از دو واژه قص یا کس و ران دانسته و بخش اول را به دلیل تعریب مبهم ولی بخش دوم را که در تهران، شمیران، شهران، ناران و اسامی تعدادی از مکان‌های این حوزه مشترک است را واژه ای اوستایی و مادی به معنای دامنه کوه می‌دانند.

در هر صورت قصران معرب کلمه ای پارسی است که با کوه و کوهستان مرتبط است و با قصر عربی مناسبتی ندارد چنان‌که مسعر بن مهلهل که به عهد آل بویه از معاشران صاحب بن عباد بود قصران را مطلقاً کوه دانسته و در رساله ثانیه نوشته‌است: (... و من الری الرستاق یقال له قصران و هی جبال، شامخه عالیه…) یعنی: از ری است آن رستاق که قصران گفته می‌شود و آن قصران کوه‌های بسیار بلند و مرتفع است.
آنچه از کتب تاریخی و روایات استنباط می‌گردد این است که لفظ قصران داخل که پراهمیت تر از قصران خارج بوده نزد حاکمان، ادبا، وزرا و مورخین عهود قدیم بیشتر مورد استفاده قرار می‌گرفته‌است و در میان عامه مردم و بومیان پهنه ری بیشتر از لفظ لواسان و لواسانات که نامی ریشه دار از زبان پهلوی است بجای قصران داخل که واژه ای معرب است استفاده می‌شده‌است که همچنان با این نام خوانده می‌شود. به نظر می‌رسد تعریب قصران در عهد خلیفه محمد مهدی عباسی صورت گرفته باشد. وی شهر ری را از نو بساخت و از آن تاریخ تغییراتی در نام‌ها و اسامی رستاق‌های ری ایجاد شد.

## حدود قصران
- - ری‌باستان دارای وسعت، عظمت، اهمیت و شهرستان‌ها، دهستان‌ها و نواحی معروف بوده‌است.

این نواحی از نظر وضعیت طبیعی به دو منطقه ممتاز از یکدیگر تقسیم می‌شد.
- الف) منطقه کوهستانی که اراضی شمال و قسمتی از شرق و غرب حوزه ری را شامل می‌شده و تا مازندران ادامه می‌یافته و به‌سبب اعتدال و خنکی هوا جنبه ییلاقی برای اهالی ری داشته‌است.
- ب) منطقه جلگه‌ای، بخشی عمده از اراضی جنوبی و جنوب‌شرقی و جنوب‌غربی این حوزه را دربرداشته و تا حدود قم می‌رسیده و گرمسیر بوده‌است.

منطقه کوهستانی نواحی نام برده شده به‌علت کوهستانی بودن محل، قصران یا کوهساران خوانده می‌شد. این منطقه خود به قصران داخل و قصران خارج تقسیم می‌شد.
حدود شرقی قصران داخل به دماوند و غرب آن به نواحی مجاور طالقان می‌رسید. آبادی‌ها و روستاهای داخل دره‌های متنوع سلسله کوه‌های دماوند، البرز مرکزی و توچال تا نور و لاریجان مازندران جزو قصران داخل محسوب می‌شدند.
آبادی‌ها، روستاها و مناطق واقع در جنوب سلسله کوه‌های یاد شده تا شهر بزرگ ری در جنوب، ورامین در شرق و ساوه در غرب را قصران خارج می‌نامیدند.
- - محمدحسن خان صنیع الدوله از بزرگان عصر ناصری و دربار قاجار در خصوص حدود قصران علیا در کتاب مرآت البلدان می‌نویسد: «قصران علیا همین لواسانات را می‌گویند که از گردنه قوچک طرف شمال جلگه تهران که شخص سرازیر شد از رودخانه جاجرود عبور نموده سمت شمال این رودخانه اول بلوک لواسانست که بدو لواسان تقسیم شده: لواسان بزرگ و لواسان کوچک و این لواسانات را حالا هم قصران علیا می‌گویند.»
  - در فرهنگ فارسی معین اینچنین دربارهٔ قصران نوشته شده‌است: ناحیه ایست کوهستانی در دامنه کوه شمیران قسمتی را که در جنوب آن واقع شده و متوجه ری قدیم و تهران کنونی است قصران بیرونی یا خارج یا سفلی می‌نامیدند و قسمت دیگر را قصران درونی یا داخل یا علیا (که شامل شمیرانات و لواسانات می‌شود).
  - بخش رودبارقصران در شمیرانات همچنان نام باستانی قصران را حمل می‌کند. اضافه شدن قصران به رودبار در این اسم از نوع اضافه تخصیصی است چنان‌که رودبار خود جزیی از قصران داخل است و این نامگذاری برای رفع هر نوع تشابه اسمی با مناطق همنام مانند رودبارمنجیل (زیتون) و رودبار الموت و غیره صورت گرفته‌است.

## قصران در منابع جغرافیدانان قدیم
- اصطخری در المسالک و الممالک در ذکر ری نوشته‌است: از شهرستان‌های آن قصران درونی و بیرونی و بهزان و السن و بسا و دماوند و ک‌ها و مرکوی است.
- ابن حوقل در صوره الارض گفته‌است: از رستاقهای معروف آن (ری) قصران داخل و قصران خارج و بهنان و شبر (السن) و پشاویه و دماوند و رستاق قوسین و جز اینهاست.
- مقدسی در احسن التقاسیم ذکر کرده‌است: از رساتیق قوسین، قصران داخل، قصران خارج، سُر، بهزان، فرج، جنی (جی)، سیرا و فیروزبهرام است.

## تاریخ قصران
- - قصران داخل در تاریخ:
- اعتماد السلطنه در مرآت البلدان در ذکر محله جائیج شهر لواسان آورده‌است: (... از آثار و علائم خرابه‌ها معلوم می‌گردد که جائج شهر کوچک یا قصبهٔ بزرگی بوده و اعظم قرا و آبادی‌های قصران علیا که لواسان حالیه باشد محسوب می‌شده…)
- در معجم البلدان آمده‌است: قصران داخل نام ناحیه ای است بزرگ در اطراف ری، و دارای قلعه محکمی است، و بیشتر میوه جات ری از آنجاست. جماعتی از دانشمندان و محدثان بدان منسوبند.
- در تاریخ طبرستان آمده‌است: «... عماد وزان حشر گرد کرد و چون شاه اردشیربن حسن به آمل آمد، او با لشکر قتیبه ای به پایان قلعهٔ امامه قصران شد و مستخلص کرده، عادل نامی را به مدت هفت هشت ماه رئیس قصران بنشاند. دگر باره شاه اردشیر بیامد و محاصرهٔ قلعه داد. شب و روز نگذاشت که بیاسایند تا بزدال کانی پهلوان گفتند، مردی بسطامی رسن در سر حائطی افکند و بر شد و بعد از آن سی مرد را برکشید و به مکابره و قهر قلعه بستندند و عادل را با جملهٔ اتباع و زن و فرزند او کشته و سر عادل را کاه در کرده مدت یکسال به قصران درآویخته داشتند».
- مرعشی در تاریخ طبرستان نوشته‌است: تابعان چلاوی بدکردار که فرزندان ایشان را برداشته و به هزیمت تمام آورده گشتند و از ولایت مازندران بیرون رفتند… بالضروره روی به ولایت قصران نهادند و به ملوک استندار پناه جستند چون ملوک گاوباره نظر را بر اصالت خود کردند و دانستند که اطفال را در جرایم پدران و بدکاری ایشان دخلی نیست، قریه هنزک و سینک را بدیشان مسلم داشتند، چون بهار درآمد و هوا گرم شد و وجه معاش ایشان بدان تمشی نمی‌شد، نورالدین نامی که از ملازمان پدر ایشان بود آن‌ها را با جمعی از موافقان ایشان برداشته روی به شیراز نهادند.
- میر سید ظهیر الدین مرعشی در جایی دیگر در تاریخ طبرستان و رویان و مازندران در ذیل شرح خروج الثائر باللّه علوی گفته: «علی کامه را در طبرستان نایب خود گردانید و خود به عراق رفت. علی کامه در قصران به کنار جاجرود قصر بنیاد کرد و آنجا می‌بود. الحال آن وادی را کوشک دشت می‌خوانند و تلی که آنجاست قصر علی کامه بوده‌است.
- مرحوم دکتر حسین کریمان نگارنده کتاب قصران (کوهسران) در ذکر حد شرقی قصران می‌نویسد :علی کامهٔ دیلمی که از سرداران صحنهٔ سیاست به عهد آل بویه بود و فخر الدوله بسال ۳۷۳ هجری او را از میان برداشت، در قصران برای خویش کاخی پی افکند و بعدها آن محل را کوشک دشت گفتند و کوشک دشت امروز شهر لواسان را گویند.
- در نزهه القلوب آمده که رودبار قصران نیز از توابع ری است و در عهد غازان خان به ولایت رستمدار تعلق گرفته‌است.
- ظهیرالدین مرعشی در تاریخ طبرستان در ذکر بنیانگذار مسجد جامع کهنهٔ آمل که مسجد طشته زنان می‌گفتند ذکر کرده‌است: (آنچه به صحت مقرون است، آنست که شخصی مالکی مذهب آن مسجد را ساخته‌است و نبیره‌های بانی آن بنا هنوز در لار قصران می‌باشند) که این مطلب را رابینو نویسنده کتاب مازندران و استرآباد عیناً از زبان ظهرالدین مرعشی بیان کرده‌است.
- اولیاءالله آملی در تاریخ رویان در ذکر واقعه امیر مسعود سربدار نوشته‌است: «…. امیر مسعود از آنجا به ضرورت مراجعت کرده، بی توقف روی به حد مازندران نهاد و با پادشاه طغاتیمور جنگ پیوست… وظغاتیمور از آنجا گریخته، تابستان به لار قصران پناه برد».
  - قصران خارج در تاریخ:
- راوندی مورخ تاریخ در شرح سلطنت  طغرل سلجوقی آورده‌است: «آنگاه سلطان از تبریز به سوی ری رفت تا زفاف به دار الملک باشد. اندک مایه رنج بر وی مستولی شد، به قصران بیرونی، به در ری به دیه طجرشت (تجریش) از جهت خنکی هوا نزول فرمود، چه حرارت هوا بغایت بود (به سال ۴۵۵ ق).
- در تاریخ گزیده آمده‌است: قصران بیرونی، نام جایی است خوش آب وهوا در حدود ری

## تفاوت قصران با رودبارقصران
رودبار در زبان فارسی به معنی ساحل رود است و علت نامگذاری رودبارقصران وجود سرشاخه‌های اصلی رودخانه جاجرود و امتداد آن در دره‌های رودبارقصران است. مشابه این نام در سایر دامنه‌های جنوبی رشته کوه البرز نیز وجود دارد، مانند شهرستان رودبار زیتون (منجیل)، رودبار الموت و غیره. اضافه شدن قصران به رودبار در این ترکیب اسمی از نوع اضافه تخصیصی است یعنی این منطقه رودبار که خود جزوی از اجزای دیگر منطقه بزرگ قصران است برای رفع هر تشابه اسمی با مناطق همنام (رودبار) به صورت رودبارقصران نامگذاری شده‌است و نباید آن را معادل تمام مساحت منطقه قصران دانست بلکه بخشی بالنسبه کوچک از کل قصران است. قصران که معرب کوهسران است منطقه‌ای بسیار تاریخی و وسیع بوده که شامل دو بخش درونی یا علیا و بیرونی یا سفلی بوده‌است که بخش درونی آن شامل لواسانات، رودبارقصران، بومهن، بخش جاجرود، دهستان سیاهرود تهران و بخش‌هایی از شهرستان کرج مثل آسارا، شهرستانک و دیزین بوده که در گذشته و اکنون نیز در عرف بین مردم بیشتر به لواسانات معروف بوده‌است چنان‌که محمدحسن خان صنیع الدوله از بزرگان عصر ناصری و دربار قاجار در خصوص حدود قصران علیا در کتاب مرآت البلدان می‌نویسد: «قصران علیا همین لواسانات را می‌گویند که از گردنه قوچک طرف شمال جلگه تهران که شخص سرازیر شد از رودخانه جاجرود عبور نموده سمت شمال این رودخانه اول بلوک لواسانست که بدو لواسان تقسیم شده: لواسان بزرگ و لواسان کوچک و این لواسانات را حالا هم قصران علیا می‌گویند.». بنابراین رودبارِ قصران، لواسان کوچکِ قصران، لواسان بزرگِ قصران، سیاهرودِ قصران و شمیرانِ قصران و غیره از اجزای قصران محسوب می‌گردند و اینکه گاهی رودبارقصران را با کل قصران اشتباه می‌گیرند ناشی از عدم اطلاع از تاریخ و جغرافیای قصران است. ضمناً بخش بیرونی قصران شامل شهر تهران (بجز شهرری یعنی تا سرحد دروازه غار با ری)، شهر شمیران، کن و سلوقان است و تهران (طهران) قبل از پایتخت شدن و قبل از رونق گرفتن یعنی پیش از حمله مغولان که منجر به ویرانی شهر ری و مهاجرت بازماندگان آن به تهران شد یکی از روستاهای کم‌اهمیت قصران بیرونی به حساب می‌آمده‌است.